# Episodi di Waking the Dead (prima stagione)
La prima stagione della serie televisiva Waking the Dead è stata trasmessa nel Regno Unito dal 2000 al 2001.
In Italia è andata in onda dal 26 marzo 2007 al 23 aprile 2007 su Hallmark Channel; in chiaro, il primo episodio è andato in onda in anteprima il 20 gennaio 2013 su Giallo, per poi iniziare la trasmissione regolare il 5 febbraio e concludersi il 5 marzo 2013.
| Nº | Titolo originale              | Titolo italiano                 | Prima TV UK      | Prima TV Italia |
| -- | ----------------------------- | ------------------------------- | ---------------- | --------------- |
| 1  | Waking the Dead, Part 1       | Waking The Dead - parte 1       | 4 settembre 2000 | 26 marzo 2007   |
| 2  | Waking the Dead, Part 2       | Waking The Dead - parte 2       | 5 settembre 2000 | 26 marzo 2007   |
| 3  | Burn Out, Part 1              | Burn Out - parte 1              | 18 giugno 2001   | 2 aprile 2007   |
| 4  | Burn Out, Part 2              | Burn Out - parte 2              | 19 giugno 2001   | 2 aprile 2007   |
| 5  | Blind Beggar, Part 1          | Blind Beggar - parte 1          | 25 giugno 2001   | 9 aprile 2007   |
| 6  | Blind Beggar, Part 2          | Blind Beggar - parte 2          | 26 giugno 2001   | 9 aprile 2007   |
| 7  | A Simple Sacrifice, Part 1    | A Simple Sacrifice - parte 1    | 2 luglio 2001    | 16 aprile 2007  |
| 8  | A Simple Sacrifice, Part 2    | A Simple Sacrifice - parte 2    | 3 luglio 2001    | 16 aprile 2007  |
| 9  | Every Breath You Take, Part 1 | Every Breath You Take - parte 1 | 9 luglio 2001    | 23 aprile 2007  |
| 10 | Every Breath You Take, Part 2 | Every Breath You Take - parte 2 | 10 luglio 2001   | 23 aprile 2007  |